# Building Management System
El Building Management System (BMS) és un sistema de gestió d'edificacions, basat en un programari i un maquinari de supervisió i control que s'instal·la en els edificis. Amb aquest concepte, es defineix l'automatització integral d'immobles amb alta tecnologia.

## Funcions bàsiques
- Supervisió;
- Control;
- Informes;
- Generació de histogrames;
- Activitats globals de l'edifici.

## Exemples
En Medellín, Colòmbia:

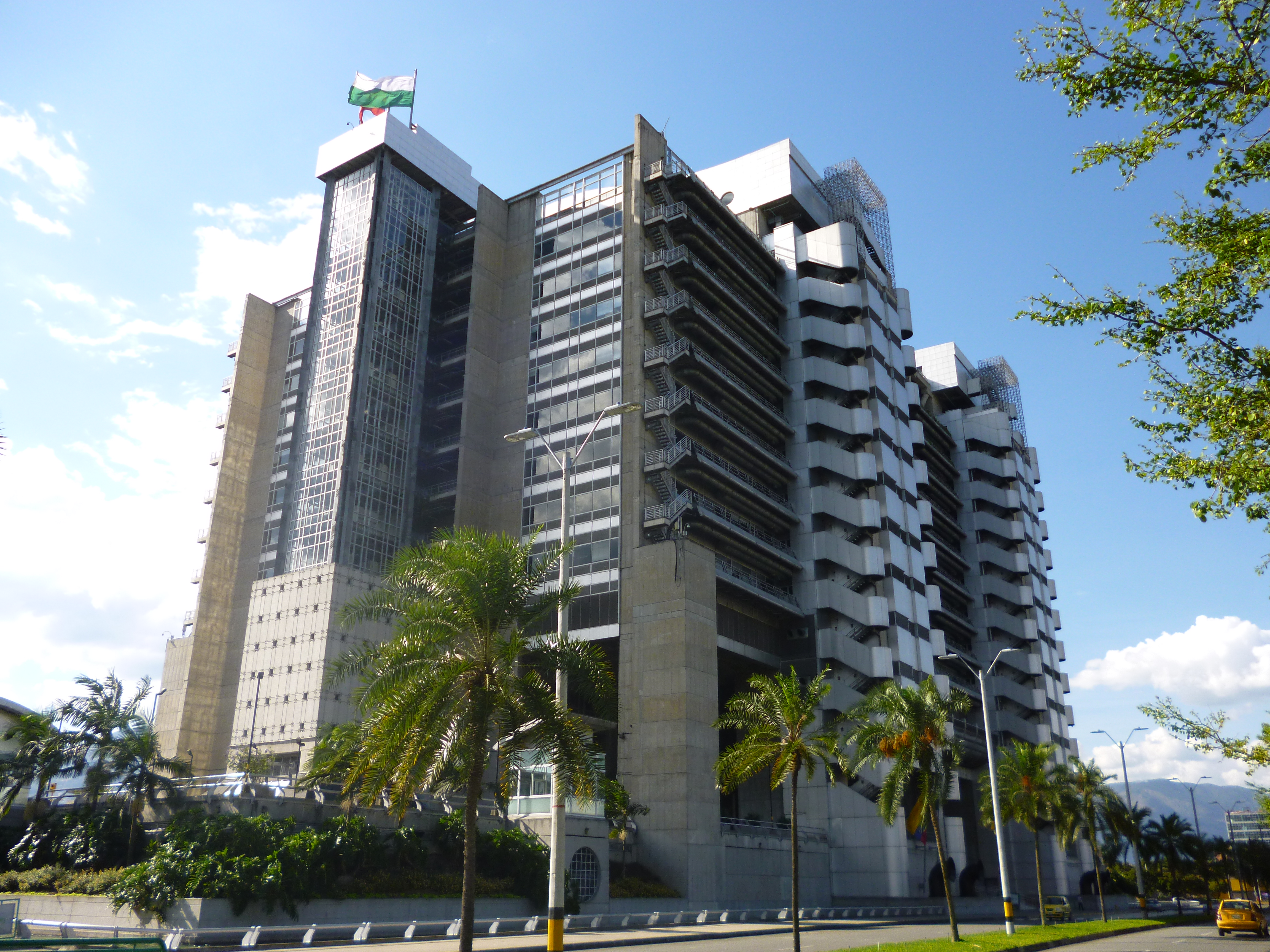
Edificio inteligente EPM
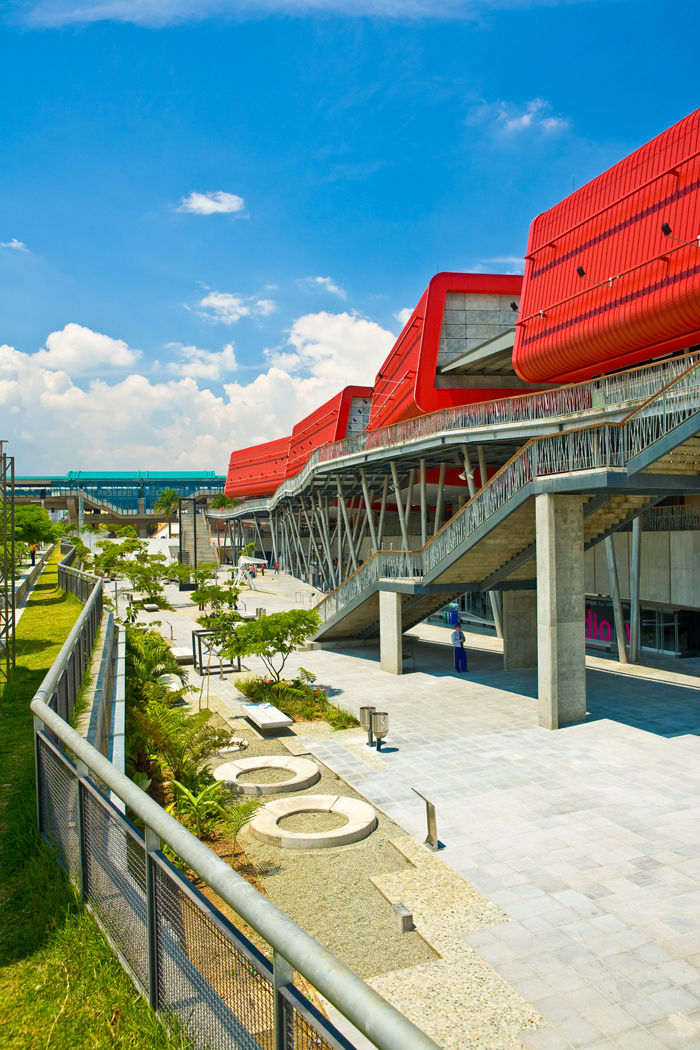
Parque Explora
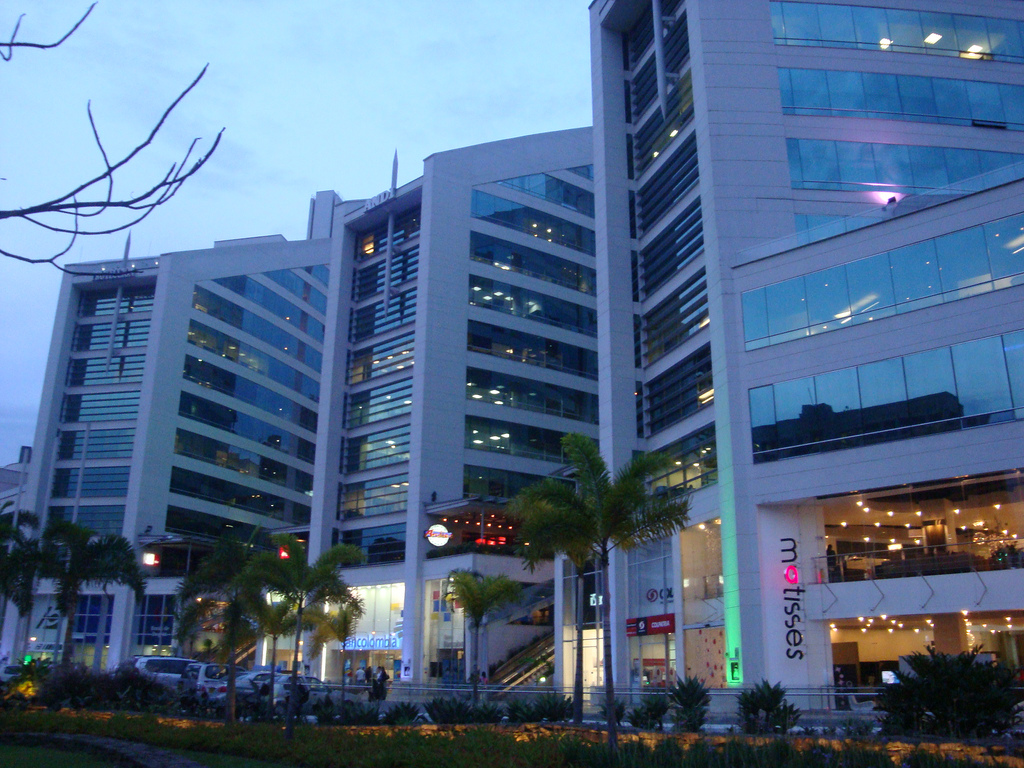
San Fernando Plaza

## Composició
Està compost per un programari i un maquinari implementat per a la gestió dels equips relacionats amb la seguretat de l'edificació i els relacionats amb els serveis de l'edificació, també anomenats equips electromecànics.

## Seguretat
- detecció d'incendis
- Extinció d'incendis
- Control d'accés
- Control d'intrusió
- Circuit tancat de televisió (vegeu CCTV)
- Control d'actius

## Serveis de l'edificació
- Sistema de aire condicionat
- Sistema elèctric
  - sistema de il·luminació
  - grup electrogen (plantes dièsel)
  - subestació elèctrica
- Sistema hidràulic
- Sistema de transport vertical
  - ascensors
  - escales electromecàniques
- Sistema d'àudio i vídeo
- Sistemes especials (sistema de reg, sistema pneumàtic)
- Sistemes de refrigeració

## Protocols de comunicació
Els protocols utilitzats habitualment en els BMS són:
- BACnet
- KNX
- Modbus
- OPC
- Lonworks

## Beneficis per a inquilins i ocupants
- Control sobre el confort interior proporcionant un augment del nivell de productivitat i estalvi de temps
- Més seguretat en les instal·lacions

## Beneficis per a propietaris i administradors
- Valorització en el valor de la renda;
- Flexibilitat en el canvi d'ús de l'edifici;
- Informe de consums per inquilí individual per als serveis de l'edifici;
- Control central o remot i supervisió de l'edificació;
- Monitoratge remot dels serveis de l'edificació (per exemple, equips d'aire condicionat, bombes d'incendis, equips hidràulics, subministrament elèctric, control d'il·luminació, etcètera);
- Verificació de compliment de normativitat i de reglamentació local o internacional;
- Disposició de reports i històrics per a presa de decisions en l'administració de l'edificació.

## Beneficis per a personal de manteniment
- Major disponibilitat d'informació dels equips instal·lats a l'edifici;
- Programació de manteniment computat;
- Major productivitat en l'ús del temps del personal de manteniment;
- Detecció primerenca de problemes;
- Millors índexs d'ocupants satisfets.